# Meu Erro
"Meu erro" é uma canção da banda Os Paralamas do Sucesso lançada em 1984 como parte do álbum O Passo do Lui.

## História
Durante a produção do álbum O Passo do Lui, o vocalista Herbert Vianna se separou da cantora Paula Toller. Uma das versões difundidas para a elaboração dessa canção seria a lamentação de Vianna pelo fim do relacionamento.
Outra versão atribuída à canção é sobre a desilusão e a falta de perspectivas da sociedade diante dos políticos no fim da Ditadura Militar.

## Ficha Técnica
Composição de Herbert Vianna, gravada nos estúdios da EMI Odeon do Brasil, Rio de Janeiro em 1984.
- Herbert Vianna - vocais e guitarra
- Bi Ribeiro - baixo
- João Barone - bateria
- Jotinha - teclados

## Regravações
Foi regravada por CPM 22, Tangos & Tragédias, Banda do Santa, Chimarruts, Roupa Nova e Zizi Possi, que foi indicada por essa versão ao Grammy Latino para Melhor Álbum Vocal Pop Feminino (2000).